# Колекція історичних карт Девіда Рамзі

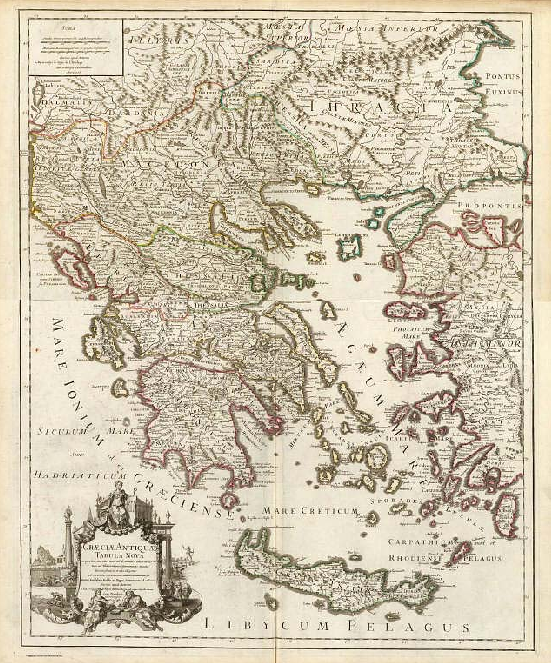
«Graeciae Antiquae Tabula Nova», датована 1708 роком

Колекція історичних карт Девіда Рамзі (англ. David Rumsey Historical Map Collection) — одна з найбільших приватних колекцій географічних карт, що налічує близько 150 тис. одиниць. Колекція створена Девідом Рамзі. Заробивши гроші на нерухомості, він зайнявся колекціонуванням мап «епохи початку сучасної картографії». Це були мапи Північної і Південної Америки 18 та 19 ст.
Близько 50 тис. мап в оцифрованому вигляді є доступні за адресою вебсайту http://www.davidrumsey.com [Архівовано 1 липня 2011 у Wayback Machine.] . Деякі з них включені в картографічний сервіс Google Earth, а також на Острові карт Рамзі в Second Life. Інструмент пошуку MapRank допомагає ефективно знайти потрібну карту.
У лютому 2009 Девід Рамзі оголосив, що віддасть всю колекцію Стенфордському університету, включаючи базу даних для швидкого пошуку зображень. Стенфорд взявся створити Центр мап Девіда Рамзі в своїй головній бібліотеці. Сайт колекції буде продовжувати свою роботу незалежно.